# Генанн
Генанн мак Дела (ірл. Rudraige mac Dela) — верховний король Ірландії з племені Фір Болг. Брат легендарного короля Ірландії Слайне мак Дела (ірл. — Sláine mac Dela). Нащадок Старна (ірл. — Starn), що був сином Немеда (ірл. — Nemed). Час правління (згідно середньовічної ірландської історичної традиції): 1511—1507 до н. е. (згідно «Історії Ірландії» Джеффрі Кітінга) або 1931—1927 до н. е. згідно хроніки Чотирьох Майстрів. Син Дела (ірл. — Dela). Змінив на престолі свого брата — Рудрайге мак Дела після його смерті. Співправитель свого брата Ганна мак Дела.
Змінив на престолі свого брата після його смерті. Коли плем'я Фір Болг переселились в Ірландію (до того незаселену, спустошену епідеміями і нашестям фоморів), п'ять братів розділили між собою острів Ірландія. Геннан мак Дела разом з Рудрайге мак Дела висадився в місцевості Трахт Рудрайге (ірл. — Tracht Rudraige) — нині Узбережжя Дундрум, графство Даун і взяв собі у володіння землю Коннахт — західну частину Ірландії. Він і його брат Рудрайге (ірл. — Rudraige) були вождями частини племені Фір Болг яка називалася Фір Домнанн (ірл. — Fir Domnann). Є гіпотеза, що це плем'я було споріднене з континентальним кельтським племенем Думнонії (ірл. — Dumnonii), що жило в Британії та Галлії.
Після смерті їхнього брата Рудрайге Генанн разом зі своїм братом Ганом стали співправителями Ірландії і правили нею 4 роки. Генанн мак Дела помер від чуми разом зі своїм братом і ще з тисячами своїх спів племінників під час епідемії.